# Lark
Ларк (англ. Lark — жаворонок) — ранняя американская зенитная управляемая ракета морского базирования, начатая разработкой в 1944 году. Фактически, под этим обозначением были разработаны две разные ракеты — Fairchild CTV-N-9 Lark и Convair CTV-N-10 Lark. Создавалась как ответ на угрозу камикадзе. Испытывалась с 1946 года, но была сочтена морально устаревшей и никогда не устанавливалась на боевые корабли.

## История
В 1944 году, американский флот впервые столкнулся с угрозой японских летчиков-камикадзе. Выяснилось, что существующие корабельные системы ПВО, основанные на зенитных орудиях разного калибра, недостаточно эффективны против пилотируемых самолётов-снарядов. Крупнокалиберные универсальные орудия не обладали достаточной скорострельностью чтобы подбить летящего прямо на корабль камикадзе, а малококалиберные зенитные автоматические пушки имели слишком лёгкие снаряды, чтобы успеть вывести его из строя.
Проведённые ВМФ США расчеты показывали, что для уверенного уничтожения камикадзе нужно взорвать рядом с ним боевую часть, содержащую не менее 45 кг взрывчатки. Такой заряд мог быть доставлен с приемлемой эффективностью только управляемой зенитной ракетой.
В январе 1945 года, облик ракеты был определён и сформированы технические требования включающие пункты по защите кораблей от атак камикадзе, разведывательных самолётов и самолётов противника использующих дальнобойное оружие из-за пределов досягаемости корабельной ПВО. В марте, был заключен контракт с фирмой Fairchild на производство 100 опытных образцов ракет. Ввиду медленного прогресса у Fairchild, для подстраховки, в июне 1945 был заключен аналогичный контракт и с Consolidated-Vultee. Согласно принятой в марте 1946 года системе обозначений ракет в ВМФ США они получили обозначения KAQ для Fairchild и KAY для Consolidated-Vultee.
Испытательные пуски обеих ракет, KAQ-1 и KAY-1, начались в июне 1946 года.
В 1947 году ракеты были переименованы, соответственно, как SAM-N-2 и SAM-N-4 в соответствии с принятой единой системой обозначений Флота, Армии, Военно-воздушных сил.

## Технические характеристики
Обе ракеты были конструктивно подобны, они использовали маршевый двухкамерный жидкостный ракетный двигатель LR2-RM-2 компании Reaction Motors и два стартовых твердотопливных ускорителя (ТТУ) для начального разгона ракеты. Позднее на ракетах применили улучшенный вариант маршевого двигателя LR2-RM-6, в связи с чем ракеты получили новые индексы KAQ-2 и KAY-2. KAQ/KAY имели крестообразное оперение: крылья и хвостовые стабилизаторы; блок ТТУ имел квадратный стабилизатор. Запуск ракет осуществлялся с наклонной рампы.
Ракета несла 45-кг осколочно-фугасную боевую часть, оснащённую неконтактным радиолокационным взрывателем, срабатывающим в непосредственной близости от цели.
В исходном проекте, использовалось ручное радиокомандное наведение путём приведения ракеты к линии визирования между оператором и целью. Точно не известно, предполагалось ли использовать для отслеживания полёта ракеты визуальное наблюдение или радиолокационные системы. Но с 1947 года было решено изменить требования к ракете и начать разработку полностью автоматической системы наведения.
Fairchild KAQ-1 использовала комбинированную систему наведения, известную как «Skylark». На среднем участке полёта ракета управлялась по радиоканалу, при помощи корабельной РЛС и РЛС системы управления огнём, отслеживающих положение ракеты и цели. На основе их данных счётно-решающее устройство просчитывало курс перехвата и вырабатывало соответствующие команды, передаваемые далее на автопилот ракеты. Наведение на конечном участке полёта (с расстояния в 16 км до цели) могло осуществляться с помощью полуактивной головки самонаведения (ГСН), за счёт отражённого от цели луча корабельного радара AN/DPN-7. Контроль полёта ракеты Fairchild осуществлялся с помощью закрылков.
Consolidated-Vultee KAY-1 использовала иную систему наведения, названную «Wasp». На среднем участке полёта ракета двигалась в узком луче РЛС (так называемый «осёдланный луч»), направляющим ракету в расчётную точку перехвата. Самонаведение на конечном участке было активным радиолокационным, с помощью бортового радара AN/APN-23. Управление ракетой Convair в полёте осуществлялось с помощью переставных крыльев (цельноповоротных).
Эффективная дальность действия ракеты составляла порядка 55 км. Её скорость была около 0,85М, что позволяло достаточно эффективно поражать поршневые самолёты.

## Закрытие программы
Обе ракеты были представлены на испытания в 1950 году. Учебные стрельбы проводились с корабля-стенда USS Norton Sound по беспилотным мишеням. Хотя испытания ракеты были довольно успешны (было поражено несколько мишеней), тем не менее, дозвуковая ракета среднего радиуса действия была сочтена уже морально устаревшей, не удовлетворяющей требованиям защиты кораблей от реактивных бомбардировщиков и управляемых ракет. В середине 1950-х годов работы по программе «Lark» были окончательно прекращены в пользу более перспективной программы «Bumbleebee», приведшей к разработке таких ЗРК, как RIM-8 Talos и RIM-2 Terrier. Часть решений, отработанных обеими фирмами, впоследствии нашли своё применение в будущих зенитных управляемых ракетах.
Хотя разработка боевой ракеты была прекращена, тем не менее, «Lark» достаточно активно использовался в 1950-х как лётный испытательный стенд для отработки различных систем управления и изучения особенностей движения ракеты в полёте. Было изготовлено несколько модификаций ракеты Fairchild KAQ-1, обозначенных как CTV-N-9a, CTV-N-9b и CTV-N-9c. Армия США также использовала эти ракеты, обозначенные как RV-A-22, для разработки системы управления ракеты MGM-18 Lacrosse.